# Lot M. Morrill
Lot M. Morrill (Belgrade, 1813. május 3. – Augusta, 1883. január 10.) az Amerikai Egyesült Államok szenátora (Maine, 1861–1869 és 1869–1876).